# Petrosimonia litvinovii
Petrosimonia litvinovii är en amarantväxtart som beskrevs av Sergei Ivanovitsch Korshinsky. Petrosimonia litvinovii ingår i släktet Petrosimonia och familjen amarantväxter.

## Underarter
Arten delas in i följande underarter:
- P. l. diffusa
- P. l. stricta